# 菊池市立菊池東中学校
菊池市立菊池東中学校（きくちしりつ きくちひがしちゅうがっこう）は、かつて熊本県菊池市原にあった公立中学校。

## 沿革
- 1968年（昭和43年）4月 - 水源中学校から菊池東中学校に校名変更
- 1970年（昭和45年）4月 - 菊池市立菊池北中学校から分離。立門分校を所管する
- 1971年（昭和46年）3月 - 立門分校廃止
- 2000年（平成12年）3月 - 菊池北中学校へ統合

## 学校周辺
- 菊池川
- 熊本県道203号日生野隈府線